# Liste der Auslandsvertretungen Jamaikas

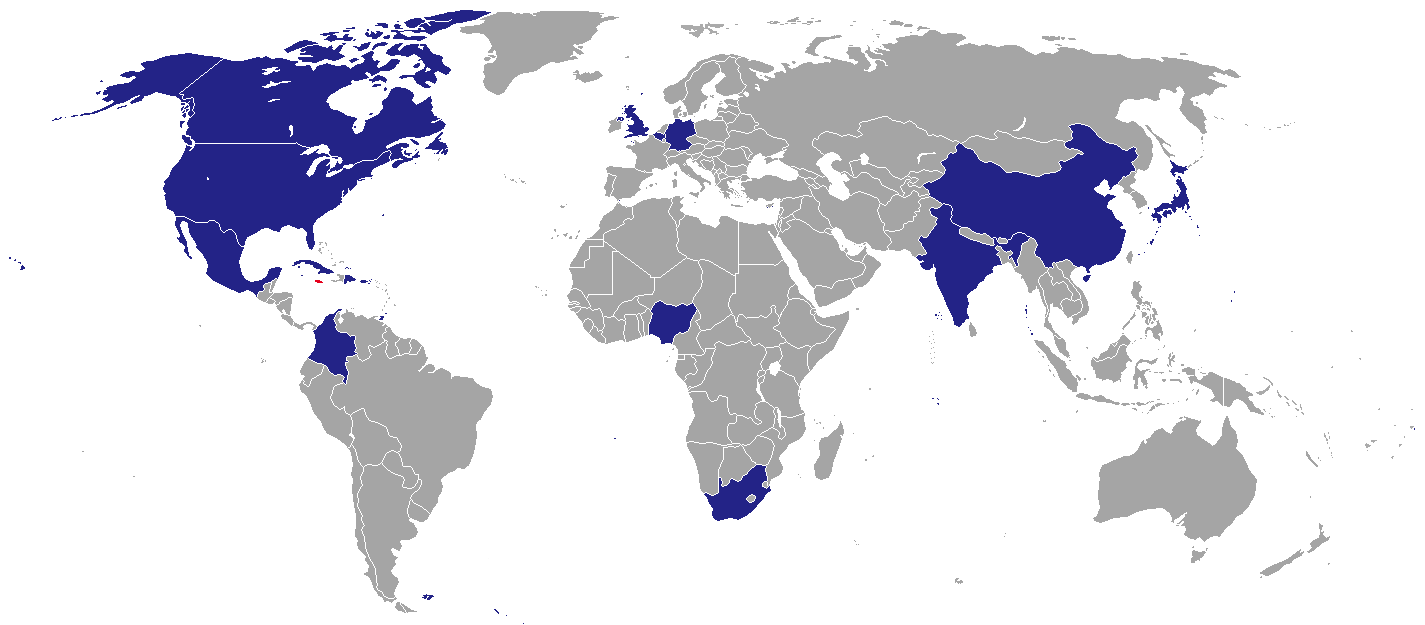
Standorte der diplomatischen Vertretungen Jamaikas

Dies ist eine Liste der diplomatischen und konsularischen Vertretungen Jamaikas.

## Diplomatische und konsularische Vertretungen

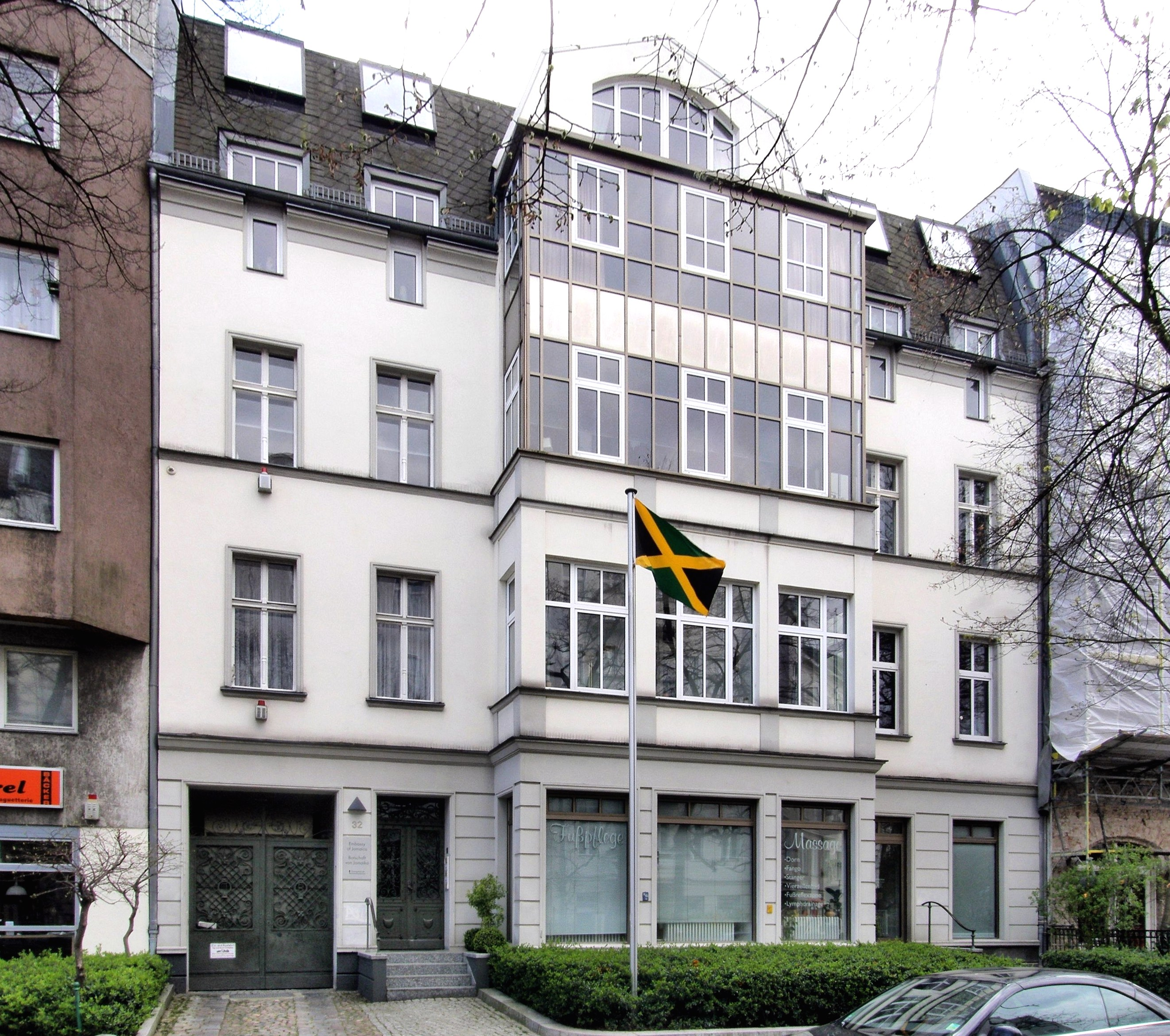
Jamaikanische Botschaft in Berlin

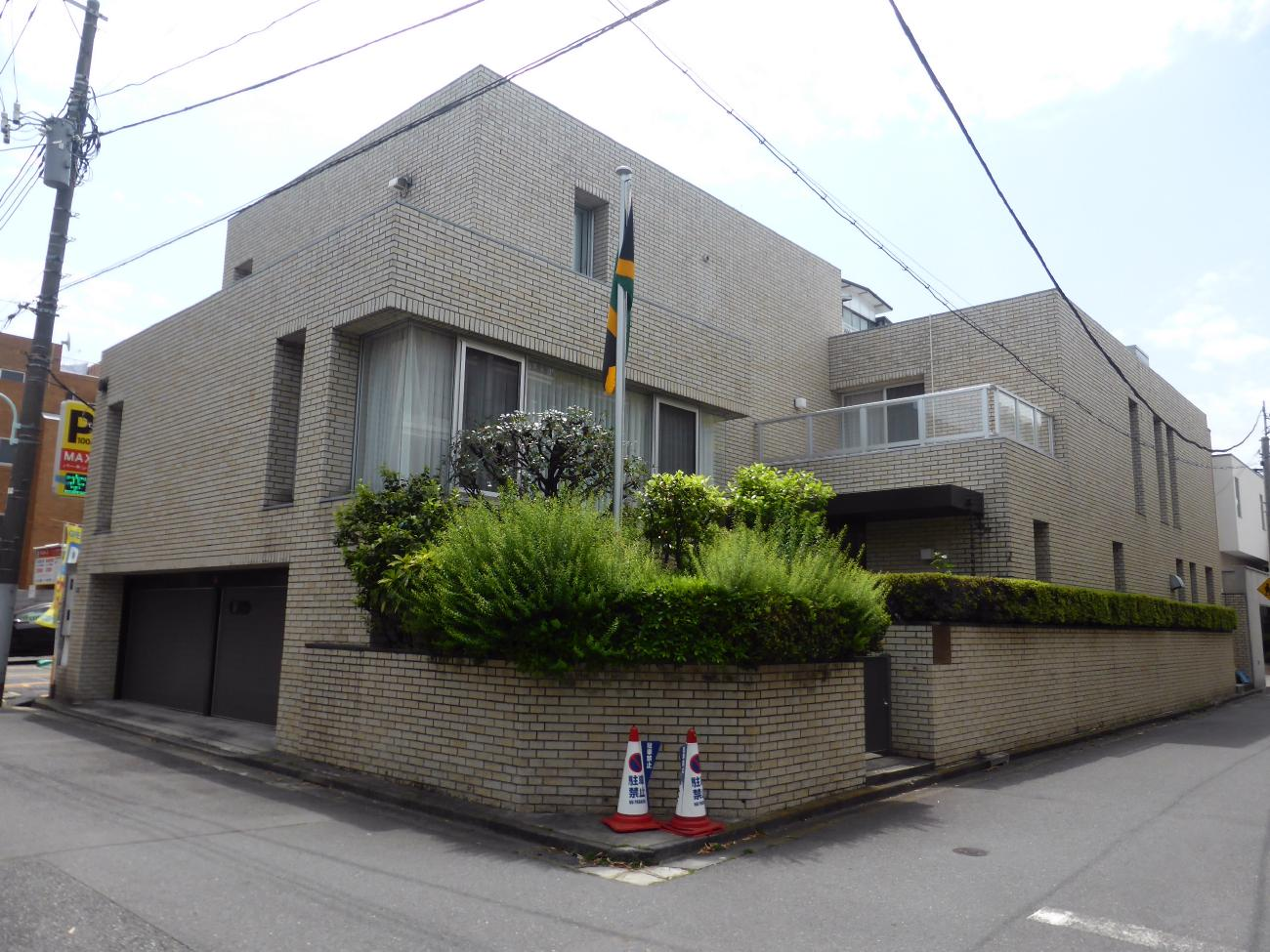
Jamaikanische Botschaft in Tokio

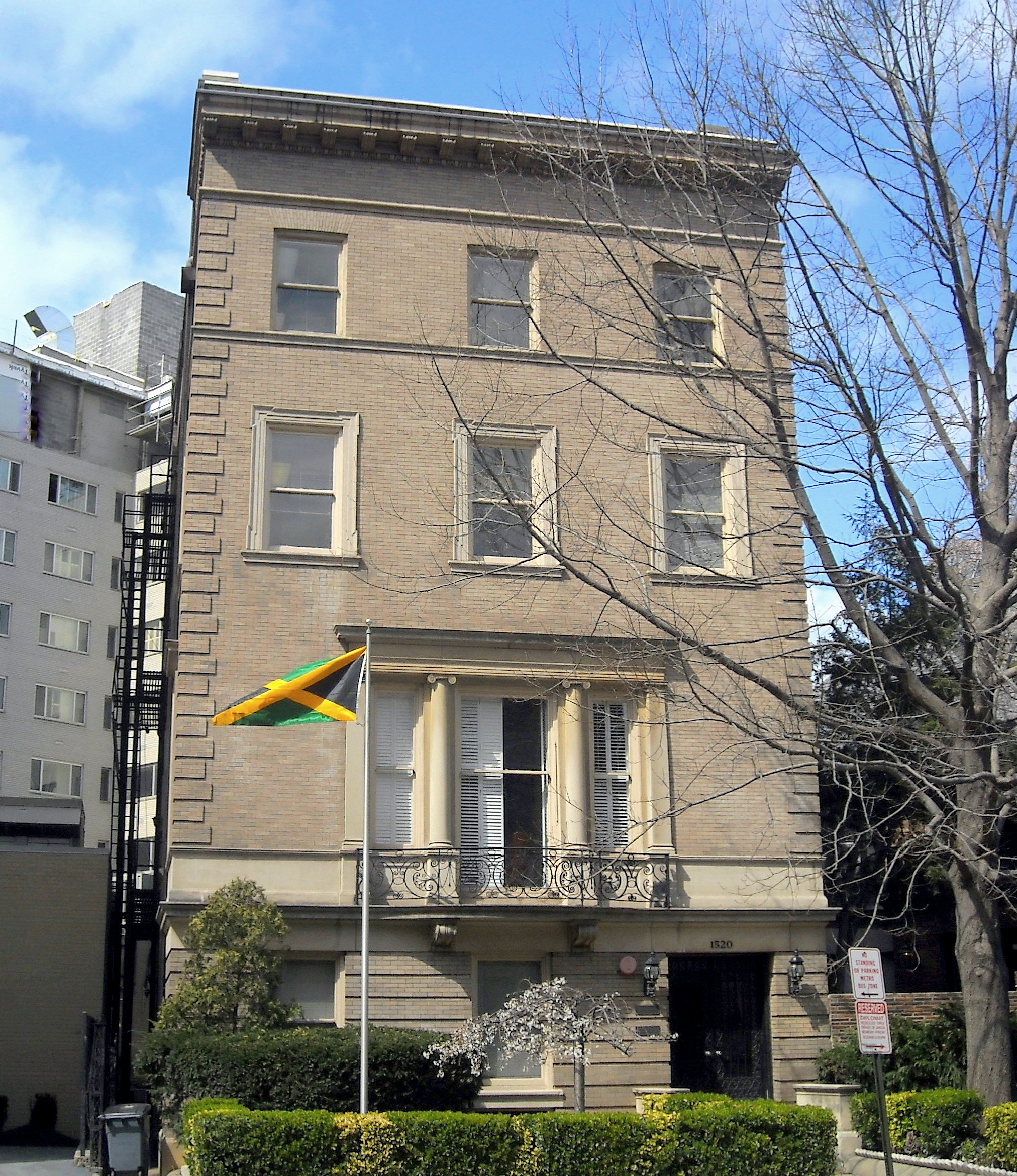
Jamaikanische Botschaft in Washington, D.C.

### Afrika
- Nigeria: Abuja, Hohe Kommission
- Südafrika: Pretoria, Hohe Kommission

### Asien
- Volksrepublik China: Peking, Botschaft
- Japan: Tokio, Botschaft
- Kuwait: Kuwait, Botschaft

### Europa
- Belgien: Brüssel, Botschaft
- Deutschland: Berlin, Botschaft
- Vereinigtes Königreich: London, Hohe Kommission

### Nordamerika
| - Dominikanische Republik: Santo Domingo, Botschaft - Kanada: Ottawa, Hohe Kommission - Kanada: Toronto, Generalkonsulat - Kuba: Havanna, Botschaft - Mexiko: Mexiko-Stadt, Botschaft | - Trinidad und Tobago: Port of Spain, Hohe Kommission - Vereinigte Staaten: Washington, D.C., Botschaft - Vereinigte Staaten: Miami, Generalkonsulat - Vereinigte Staaten: New York, Generalkonsulat |

### Südamerika
- Brasilien: Brasília, Botschaft
- Kolumbien: Bogotá, Botschaft
- Venezuela: Caracas, Botschaft

## Vertretungen bei internationalen Organisationen
- Europäische Union: Brüssel, Mission
- Vereinte Nationen: New York, Ständige Mission
- Vereinte Nationen: Genf, Ständige Mission
- OAS: Washington, D.C., Ständige Mission